# سيج نورثكوت
سيج نورثكوت(بالإنجليزية: Sage Northcutt) من مواليد 1 مارس 1996 هو مقاتل فنون القتال المختلطة أمريكي يتنافس حاليًا في قسم الوزن الخفيف لبطولة ون، على الرغم من أنه قد تنافس في قسم الوزن الوسط أيضا. و شارك سابقًا في بطولة القتال النهائي.

## سجل الفنون القتالية المختلطة
| السجل المهني |        |         |
| 14 نزال      | 11 فوز | 3 خسارة |
| ضربة قاضية   | 5      | 1       |
| إخضاع        | 3      | 2       |
| قرار القضاة  | 3      | 0       |

المصدر:

## روابط خارجية
- سيج نورثكوت على موقع يو إف سي (الإنجليزية)
- سيج نورثكوت على موقع شيردوغ (الإنجليزية)
- سيج نورثكوت على موقع Tapology.com (الإنجليزية)